# Phlebotomus pexopharynx
Phlebotomus pexopharynx är en tvåvingeart som beskrevs av David Fairchild 1952. Phlebotomus pexopharynx ingår i släktet Phlebotomus och familjen fjärilsmyggor. Inga underarter finns listade i Catalogue of Life.